# Nuevo Progreso-El Tutumo
Nuevo Progreso-El Tutumo es un pueblo peruano ubicado en el distrito de Matapalo, perteneciente a la provincia de Zarumilla del departamento de Tumbes, al norte del Perú. 

## Ubicación
Nuevo Progreso-El Tutumo se ubica al este de la provincia de Zarumilla, en el distrito de Matapalo, en el departamento de Tumbes. Se ubica cerca a la frontera ecuatoriana-peruana.

## Demografía
En 2017 Nuevo Progreso-El Tutumo tenía una población de 1813 habitantes.
| Gráfica de evolución demográfica de Nuevo Progreso-El Tutumo entre 1993 y 2017 |
|                                                                                |
| Fuentes: Población 1993 y 2017                                                 |